# Щерю Влахов
Щерю Влахов, известен и с псевдонима Сербезов, е български революционер от влашки произход, деец на Вътрешната македонска революционна организация, физически убиец на Тодор Александров.

## Биография
Щерю Влахов е роден през 1884 година в Просеник, тогава в Османската империя. Участва като доброволец в Македоно-одринското опълчение през Балканските войни в четата на Георги Занков, в 1 рота на 11 сярска дружина и в Сборната партизанска рота на МОО През Междусъюзническата война е в четата на Славчо Пирчев. Ранен е леко в сражение със сръбски войски край с. Лопатица, Прилепско и е лекуван от д-р Георги Чкатров.
След 1919 година участва във възстановяването на ВМРО в Петричко. Става околийски войвода в Горноджумайско, но влиза в конфликт с председателя на околийското окръжно тяло Аргир Манасиев и Михаил Монев, близки до Тодор Александров. Щерю Влахов открито говори срещу убийствата на комунисти и войводата Стефан през 1923 година по нареждане на Михаил Монев, който обвинява Влахов в шпионаж в полза на комунистите. В края на август 1924 година Щерю Влахов и Динчо Вретенаров изършват убийството на Тодор Александров в Пирин. Основната теза е, че двамата изпълняват поръчение на Алеко Василев и Георги Атанасов, а според други убийството е спонтанен израз на страховете на Щерю Влахов да бъде елиминиран без присъда. Щерю Влахов и Динчо Вретенаров изпращат писмо на Серския конгрес, в което заявяват „Убихме Тодор, понеже той искаше нас да убие, както уби нашите достойни другари Стефо, Сърцето и др. Готови сме да се явим пред един конгрес да отговаряме“. По-късно са намерени писма, които двамата са изпратили на Алеко Василев веднага след убийството на Тодор Александров.
След убийството Щерю Влахов и Динчо Вретенаров се укриват в колиба в Припечене до началото на Горноджумайските събития. По това време четата на Щерю Влахов, начело със секретаря му Атанас Джолев се намира в Горна Джумая. Предвождана от Милан Постоларски, четата обгражда Припечене на 15 септември, а Щерю Влахов и Динчо Вретенаров се самоубиват, след което труповете им са изхвърлени в Струма.